# Аптон, Эбен
Эбен Кристофер Аптон (англ. Eben Christopher Upton; род. 1978, Понтипул, Уэльс) — британский предприниматель, основатель и директор по программному обеспечению компании Raspberry Pi Foundation.

## Образование
В 1999 году Аптон закончил учёбу в Кембриджском университете со степенью бакалавра в области физики и информатики. В 2001 году Эбен получил диплом Кембриджского университета в области компьютерных наук.

## Карьера
До работы в Broadcom Аптон был директором по исследованиям в области компьютерных наук в колледже Св. Иоанна в Кембридже.
Затем Аптон стал научным сотрудником корпорации Intel. Далее Эбен стал основателем и техническим директором компании Ideaworks3D, позже стал инженером-программистом в IBM.

## Публикации
Аптон опубликовал несколько книг и статей, в том числе «Оксфордский словарь рифм» совместно со своим отцом Клайвом Аптоном, «Raspberry Pi Руководство пользователя» совместно с Гаретом Халфакри.

## Достижения
- Включён в список 35 главных новаторов в возрасте до 35 лет (TR35) по версии журнала Technology Review Массачусетского технологического института в 2012 году[1].
- Коммандор ордена Британской империи (2016)[2][3].
- Серебряная медаль Королевской инженерной академии наук Великобритании (2017)[4].